# Fairfax House
Fairfax House est une maison de ville géorgienne située au n° 27, Castlegate, York, Angleterre, près de la tour Clifford et du Musée du château d'York. Elle est probablement construite au début des années 1740 pour un marchand local et en 1759, est achetée par Charles Gregory Fairfax, 9e vicomte Fairfax d'Emley, qui fait en sorte que l'intérieur soit remodelé par John Carr (architecte). Après la mort du vicomte en 1772, la maison est vendue et passe par la suite dans plusieurs familles locales avant de devenir un Gentleman's Club, une Building Society et un cinéma. La propriété est achetée par York Civic Trust dans les années 1980 et entièrement restaurée à son ancienne grandeur. Fairfax House est maintenant un musée ouvert au public et un bâtiment classé Grade I.

## Histoire
En 1761, le vicomte Fairfax engage l'architecte du Yorkshire John Carr pour remodeler la maison du 27 Castlegate. Les travaux sont achevés en 1765 . L'intérieur présente certains des plus beaux plâtres du milieu du XVIIIe siècle du Yorkshire par James Henderson (fl. C. 1755–1778)  et Giuseppe (Joseph) Cortese (fl. C. 1745–1778)  et des boiseries sculptées. Les balustrades en fer forgé sur les escaliers sont de Maurice Tobin (fl. 1762) ,. Les portes et balustrades en fer forgé donnant sur Castlegate sont supprimées lorsque la rue est élargie, mais ont été enregistrées par l'architecte et artiste York Ridsdale Tait.

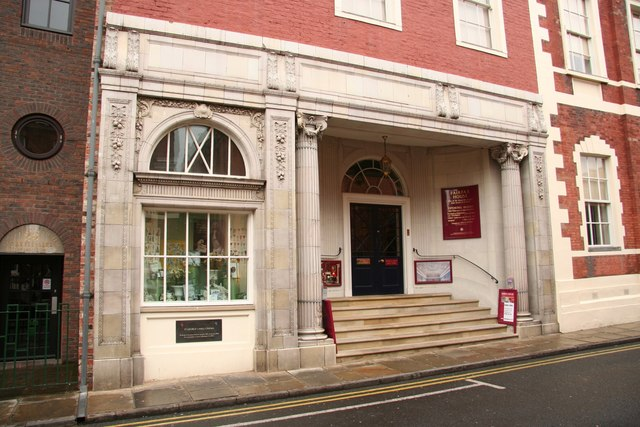
Gros plan de l'ancienne entrée du cinéma, maintenant l'entrée de Fairfax House

Le vicomte Fairfax meurt en 1772 et son titre s'éteint. Les occupants suivants sont Sir Walter Vavasour, 6e baronnet de Haslewood (1780), William Danby (1787), Peregrine Wentworth (1792), Sir John Lister Kaye, 1er baronnet Lister-Kaye de Grange (1820) et Mme Ann Mary Pemberton (1840– 65) . À un moment donné par la suite, Fairfax House, rebaptisée St. George's Hall, est négligée et est tombée en ruine, et à la fin du XIXe siècle et au début du XXe siècle, une partie de la propriété est utilisée comme salle de danse. En 1921, le cinéma St George, adjacent à Fairfax House, est ouvert et le bâtiment est agrandi. Il ferme en 1970 et le conseil municipal acquiert le bâtiment délabré. La ville le vend à York Civic Trust, qui, entre 1982 et 1984, sous la direction de l'architecte Francis Johnson, rénove le bâtiment et transforme l'entrée de l'ancien cinéma en entrée principale de Fairfax House. Le York Conservation Trust a par la suite acheté la maison et le loue au Civic Trust.
À la mort en 1980 de Noel Terry (de l'entreprise de chocolat Terry), sa collection de meubles et d'horloges géorgiens est donnée à York Civic Trust et ensuite logée dans les salles d'époque de Fairfax House . La collection a depuis été élargie par des acquisitions et des dons, notamment à l'été 2017 un panneau de bois redécouvert sculpté par Grinling Gibbons alors qu'il apprenait son métier à York. Le siège du York Civic Trust se trouve dans la maison, qui est ouverte au public pour voir les salles et les expositions.

## Galerie

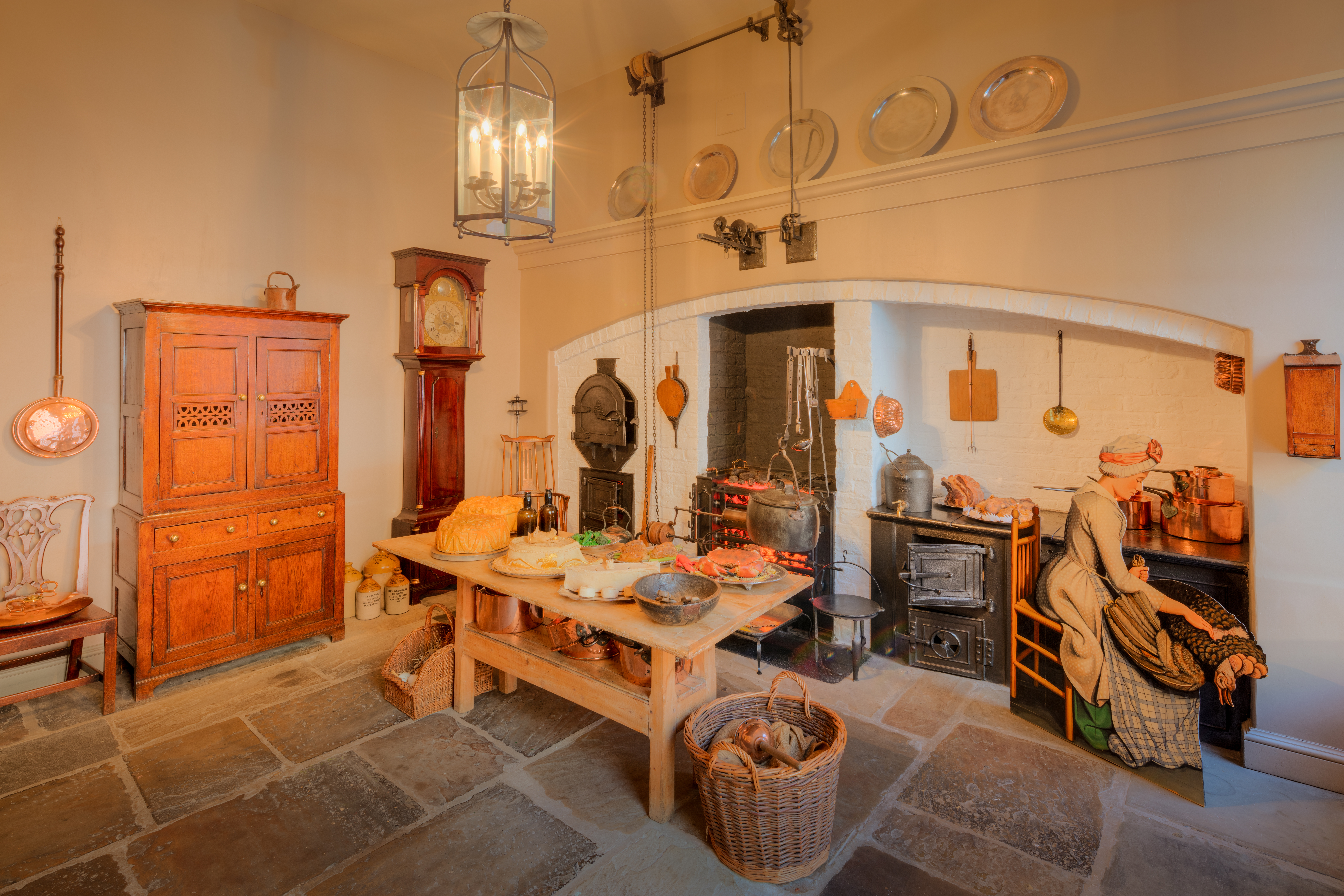
La cuisine
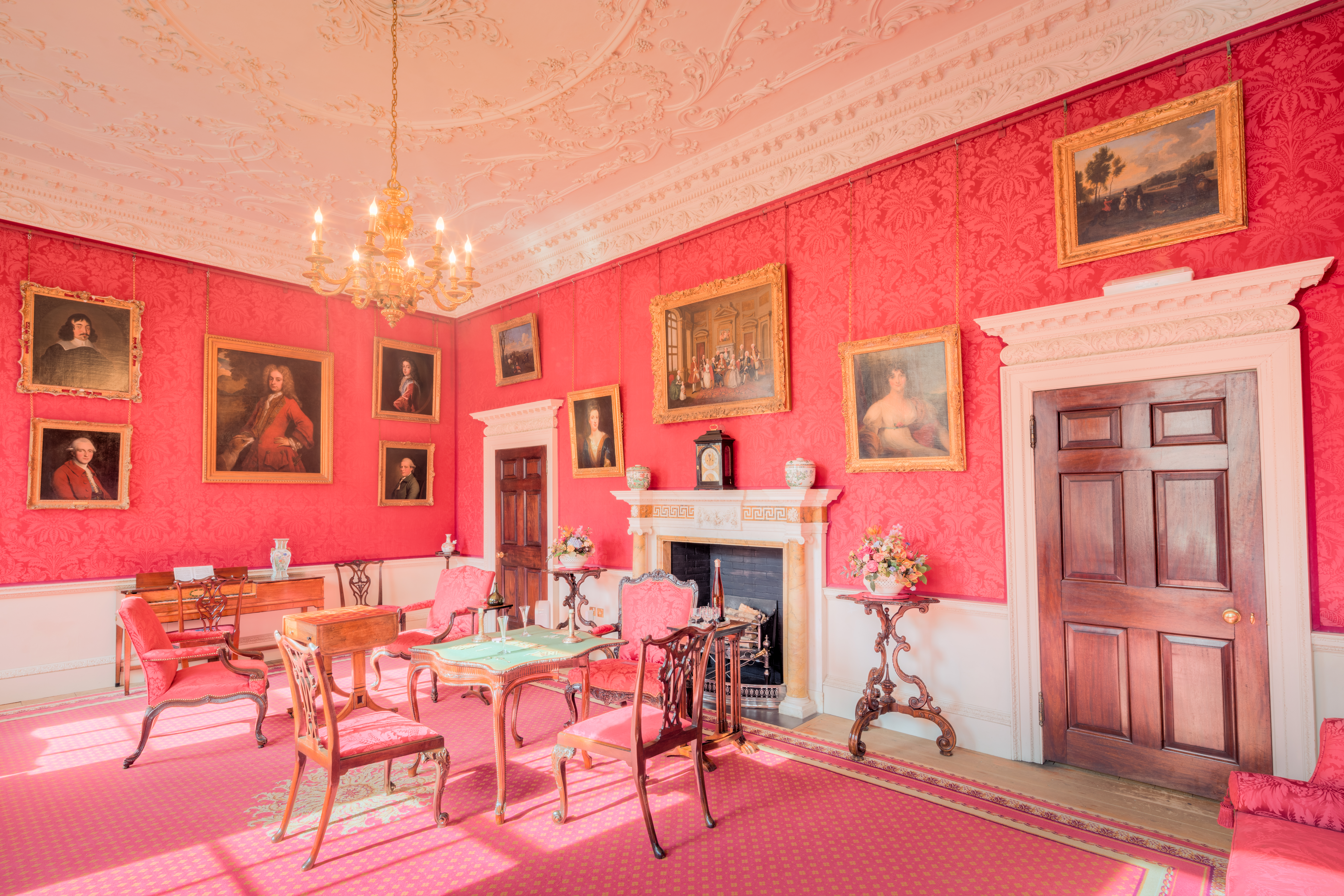
Le Salon
Le salon
La chambre du vicomte
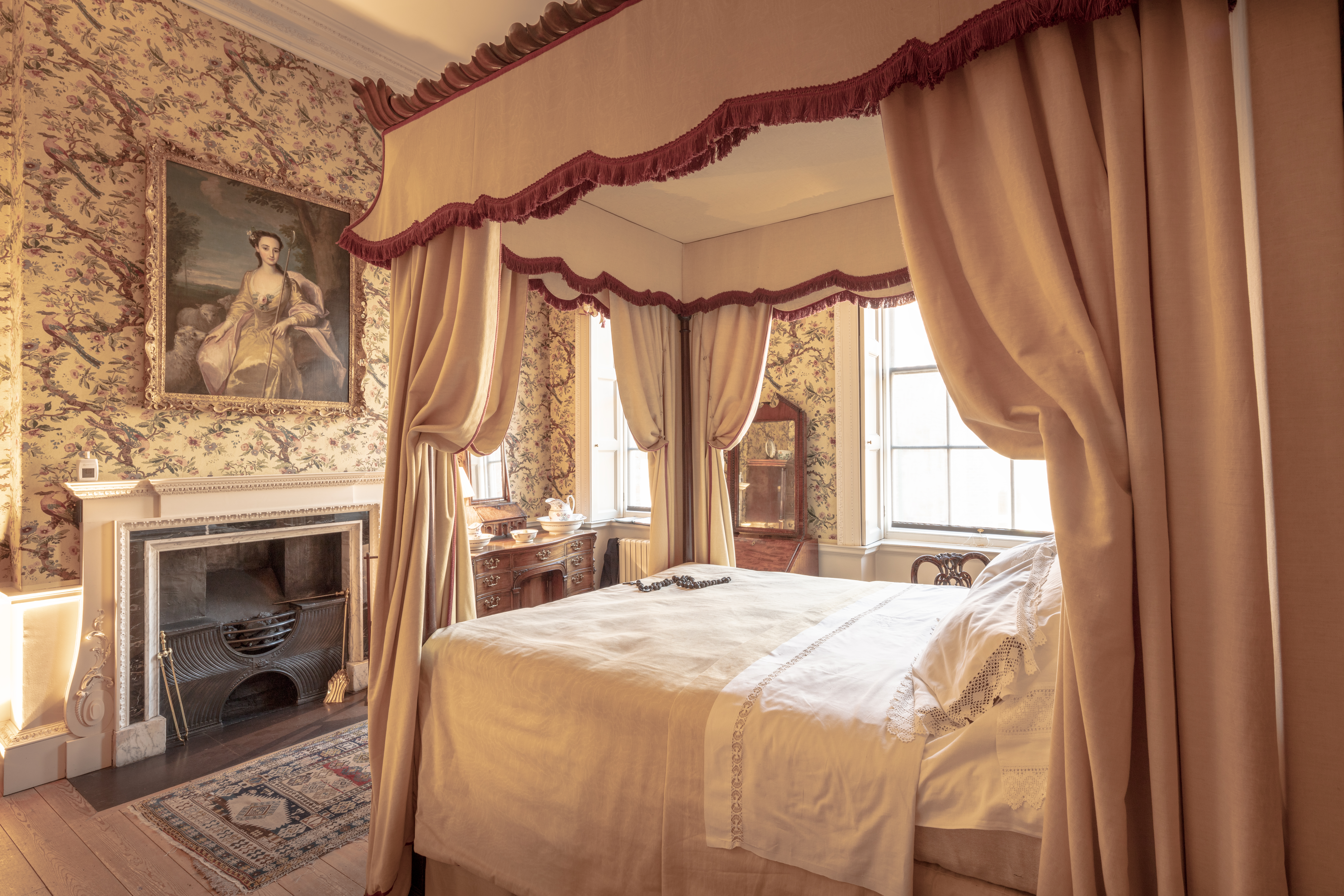
Chambre d'Anne
L'escalier principal
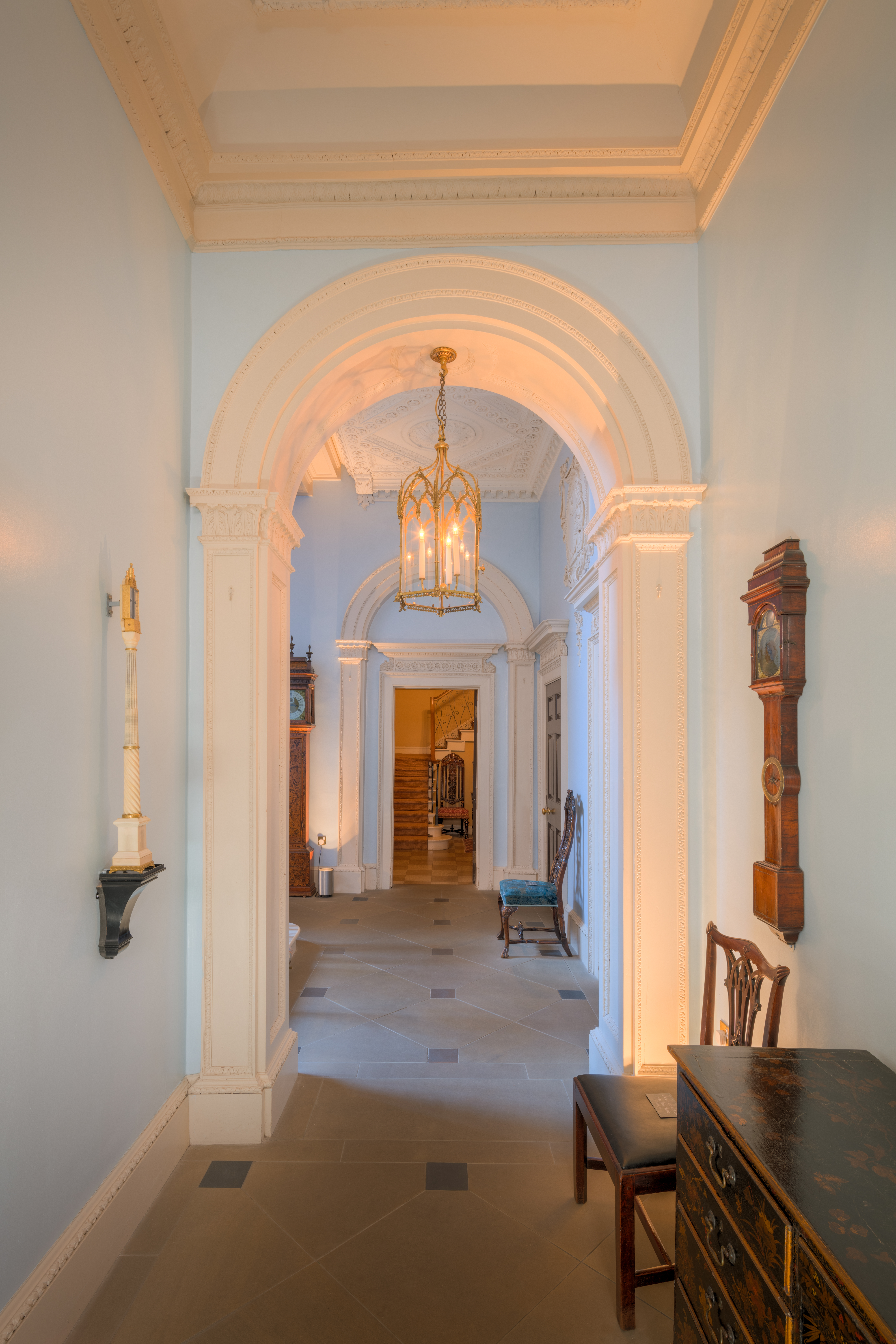
Couloir à l'intérieur
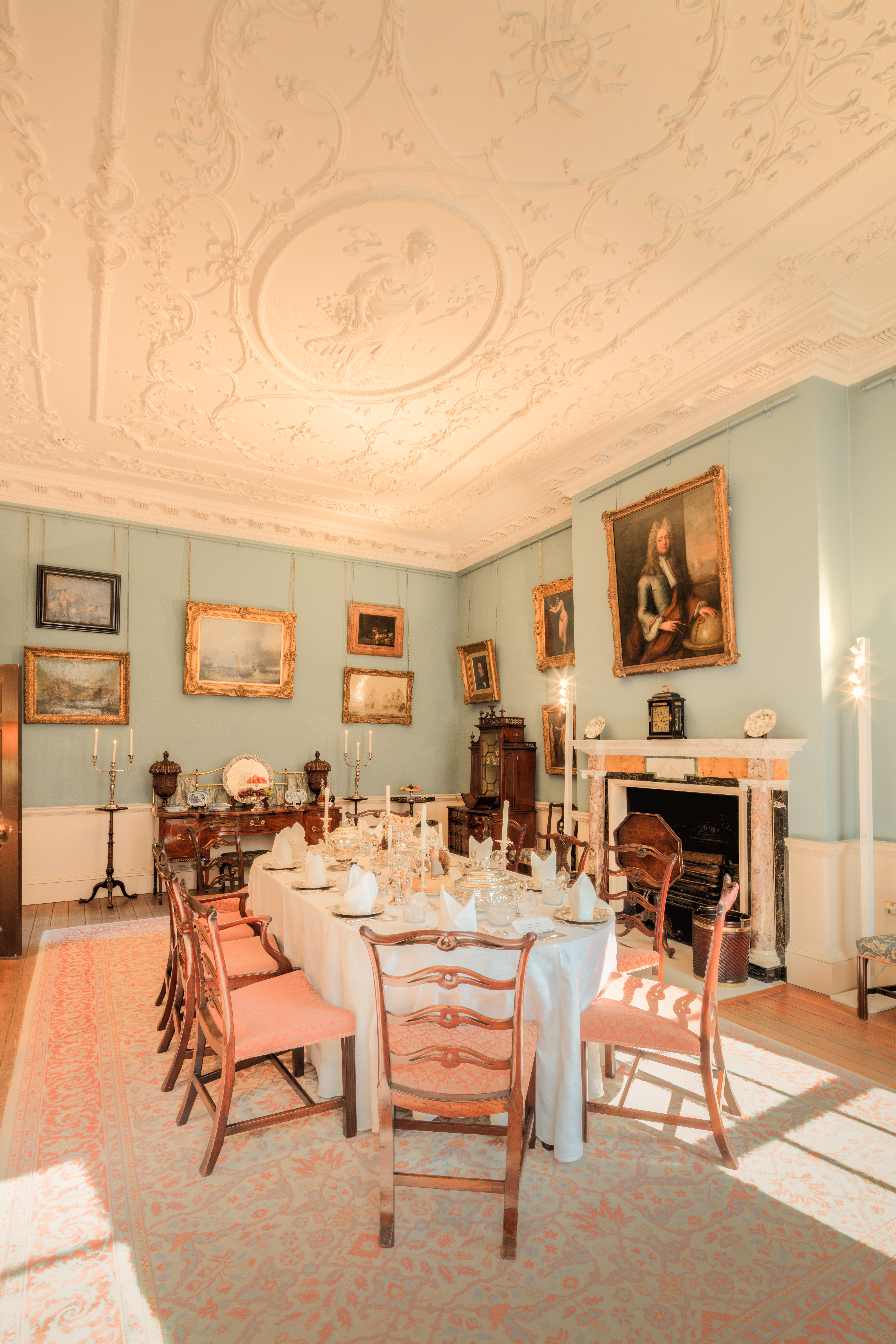
La salle à manger
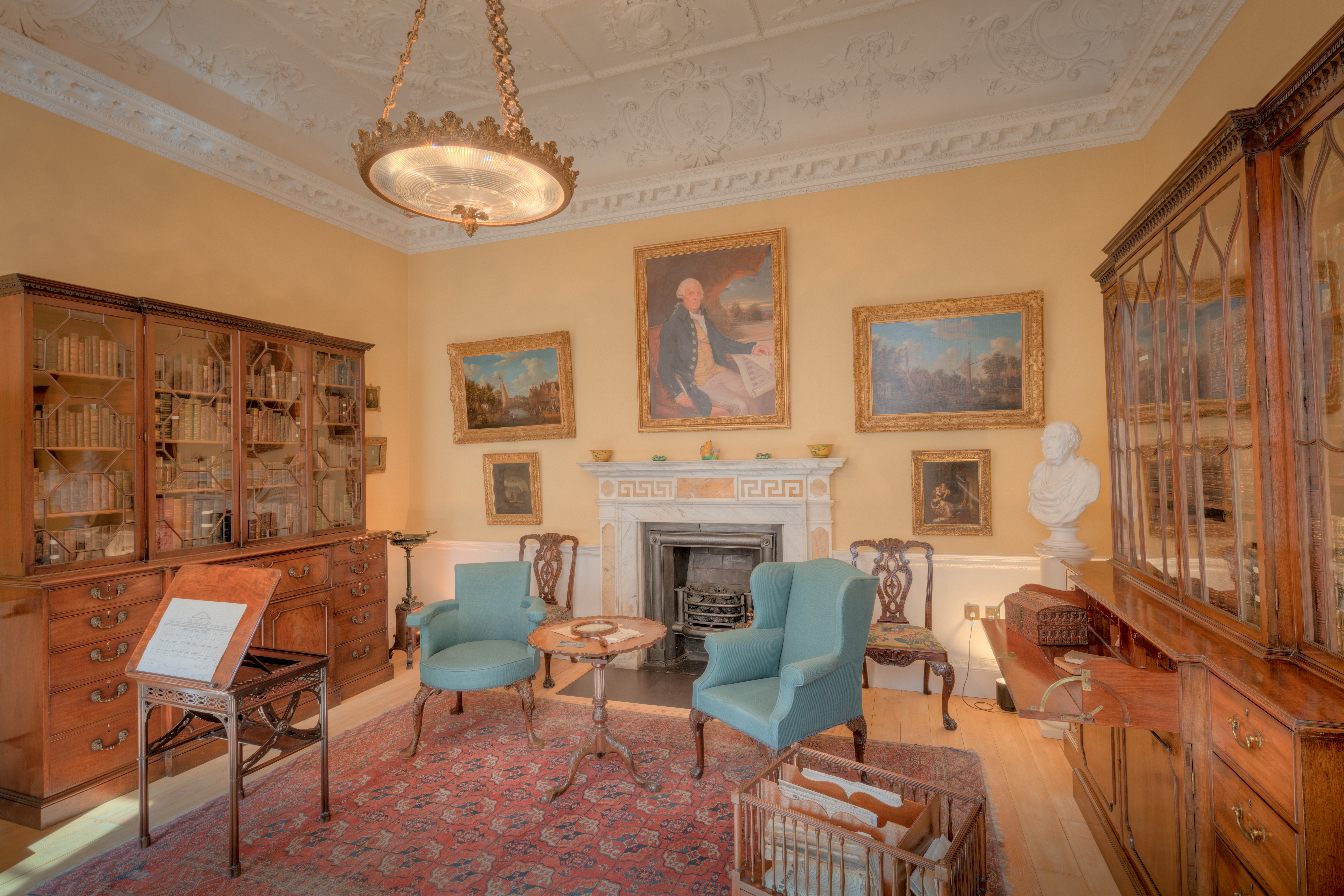
La bibliothèque